# L'ABC dell'amore
L'ABC dell'amore (Das Liebes-ABC) è un film muto tedesco del 1916 diretto da Magnus Stifter, che ne è anche attore e produttore. La star di questa commedia è l'attrice danese Asta Nielsen, che aveva il ruolo principale femminile con molte trasformazioni. Nielsen non solo doveva rappresentare una vasta gamma di emozioni, ma doveva anche interpretare diversi ruoli maschili nel corso della sua interpretazione.

## Trama

### Primo tempo
Sophie e Christine von Dobbern ricevono una lettera dal conte von Kiesel che informa loro che sua figlia Lies sta per venire all'azienda di Dobbern per incontrare il suo futuro marito, Philipp, nipote delle due donne e amico del conte. Philipp, che è malaticcio, va a prendere Lies con il suo servitore. Lies vive con il suo cane e la sua bambola e sogna l'uomo perfetto che ha visto disegnato nei libri nella biblioteca del padre. Rimane delusa quando incontra Philipp, che non è per niente mascolino. All'inizio lo deride, ma poi si rende conto che lui è disposto a cambiare; Lies lo convince a fumare e a baciarla e a questo punto decide di trasformarlo in un vero uomo. Invece di tornare dalle zie, all'ultimo momento compra in stazione due biglietti per Parigi e Philipp lo scopre solo quando il treno è già partito.

### Secondo tempo
A Parigi, dove vengono attesi dal servitore di Philipp, Lies insegna al fidanzato come sedurre una donna. Successivamente si traveste da uomo per esplorare la vita notturna parigina con lui senza attirare sguardi di disapprovazione. Entrambi vanno a uno spettacolo dove condividono un palco. Le donne del palco accanto si avvicinano a loro, ma si interessano solo a Lies poiché Philipp si rivela troppo timido e riservato. Lies riesce a gestire la situazione solo con grande sforzo, finisce ubriaca e fatica a tornare in hotel. Si rende conto di quanto sia difficile apparire come un vero uomo.

### Terzo tempo
La mattina seguente Lies si sveglia con la testa pesante. Scopre che suo padre arriverà in mattinata, dopo aver saputo dalla zia di Philipp, avvisata da una lettera di Lies, che la coppia è partita per Parigi per errore. Lies fa dire a Philipp, di fronte a suo padre, che lei è già partita mentre lei si presenta come Raul, il migliore amico di Philipp. Ma il padre capisce subito l'inganno e mette Philipp alle strette. Questi confessa che Lies voleva trasformarlo in un uomo. Gli uomini decidono di vendicarsi di Lies.
Poco dopo, Lies trova nella sua stanza una lettera d'amore falsa in cui una certa "Yvette" si accorda con Philipp per un incontro serale. Lei è furiosa e in segreto si traveste da cameriere per la serata. Gli uomini sono venuti a conoscenza del suo travestimento e mentre il conte von Kiesel osserva lo spettacolo da lontano, Philipp e il suo autista travestito da donna si recano all'appuntamento. Lies si presenta più volte al loro tavolo, rovescia intenzionalmente cibo e bevande e viene infine allontanata, dopo aver schiaffeggiato Philipp e "Yvette". Il padre la raggiunge e mentre lei piange le toglie la parrucca e la porta da Philipp e dal suo servitore: Lies capisce finalmente di essere stata ingannata e che Philipp è un vero uomo. Poco dopo, la coppia parte per il viaggio di nozze ma stavolta è Philipp a comprare i biglietti.

## Produzione
Das Liebes-ABC presentava Asta Nielsen, all'epoca 35enne, nel ruolo di una giovane ragazza e nuovamente in panni maschili dopo film come già in precedenza in Wenn die Maske fällt (1912) e Jugend und Tollheit (1913). Il film era uno degli otto film, tra cui Im Lebenswirbel, Dora Brandes, Die Rose der Wildnis, Die Börsenkönigin, Der erste Patient, Das Waisenhauskind e Das Eskimobaby, che Asta Nielsen girò nell'estate del 1916 per la distribuzione Neutral-Film in condizioni estremamente semplici. Nielsen finanziò Das Liebes-ABC e gli altri film, le riprese si svolsero presso l'Union-Atelier a Tempelhof, che lei stessa aveva affittato.
Das Liebes-ABC è stato presentato alla stampa nell'agosto 1916 insieme ad un altro film della serie Asta-Nielsen 1916/17 e ha avuto la sua prima al Marmorhaus di Berlino il 16 agosto 1916. La censura di Berlino aveva precedentemente vietato il film ai bambini. Nel 1921, il film è stato distribuito in Italia con il titolo L'abbecedario dell'amore ed è stato anche proiettato in Danimarca con il titolo Kærlighedens ABC.
Presso l'Istituto del Cinema Danese è stata conservata una copia nitrodupnegativa del film datata 1949 con didascalie in danese. Questa versione non si basa sul film originale, poiché una scheda di censura svedese conservata indica più didascalie rispetto alla versione del film conservata. Un'altra copia in nitrocellulosa del film si trova presso la Cinémathèque française. Il film è stato ricostruito sulla base della copia danese con didascalie in svedese riconvertite in tedesco. Nel 2012, è stato pubblicato su DVD insieme ad altri tre film di Asta Nielsen nell'ambito della Edition Filmmuseum del Filmmuseum München con una nuova colonna sonora di Maud Nelissen.

## Critica
La critica contemporanea ha scoperto che il film mostra che Asta Nielsen "non è estranea all'attività artistica [...] Questa donna ha un senso dell'umorismo che può essere definito delizioso, non è allegria torturata, è natura". Altri critici hanno definito il film "una delle più straordinarie commedie cinematografiche tedesche". Il film è "un gioco con un pizzico di tristezza di Buster Keaton, un pizzico di fascino di Chaplin mescolato con lo champagne topping di Asta Nielsen. La sua arte di trasformazione è stupefacente”.

## Edizioni
- Quattro film con Asta Nielsen – 2 DVD, Edizione Filmmuseum 67, 2012 film&kunst GmbH